# Grewia suffruticosa
Grewia suffruticosa är en malvaväxtart som beskrevs av Karl Moritz Schumann. Grewia suffruticosa ingår i släktet Grewia och familjen malvaväxter. Inga underarter finns listade i Catalogue of Life.